# شبدیزماهیان
شبدیزماهیان (نام علمی: Anoplopomatidae) نام یک تیره از راسته عقرب‌ماهی‌سانان است.